# António José de Ávila
António José de Ávila, 1. vévoda z Ávila a Bolama (8. května 1806 Faial, Azory – 3. května 1881 Lisabon) byl konzervativní politik z doby konstituční monarchie v Portugalsku. Byl mimo jiné ministrem financí, ministrem zahraničí a třikrát předsedou vlády své země (1868, 1870–1871, 1877–1878).

## Život
Již v 15 letech se de Ávila zapsal na univerzitu v Coimbře, kde studoval filozofii. Protože byl v opozici k absolutistické vládě krále Michala, strávil roky, během nichž Miguel vládl v Portugalsku, v Paříži, kde studoval medicínu. Během miguelistických válek se vrátil na Azory, své rodiště, kde podporoval konstitucionalisty a stal se úspěšným místním politikem.
Po skončení války byl v roce 1834 poprvé zvolen za Azory do portugalského parlamentu, kortesů. De Ávila pak 26 let nepřetržitě zasedal jako poslanec. Působil jako cartistický poslanec a byl v ostré opozici vůči septembristům, kteří převzali moc v roce 1836 (zářijová revoluce). Ke konci septembristické vlády, když Joaquim António de Aguiar v roce 1841 poprvé převzal vládu, vstoupil de Ávila do vlády jako ministr financí. Tento post si udržel i ve vládách Costa Cabrala (1842–1846) a Terceira, a teprve když Saldanha převzal v roce 1851 moc, z tohoto postu odstoupil. V roce 1857 ve vládě vévody z Loulé znovu převzal post ministra financí. Když v roce 1868 po ledových nepokojích musela vláda odstoupit, převzal Ávila poprvé post předsedy vlády.
Jako předseda vlády Ávila zrušil daň, která vedla k lednovým protestům, jeho vláda se však tím dostala do finančních potíží, takže brzy padla. Později zastával v různých vládách znovu post ministra financí. V roce 1870 byl opět předsedou vlády. V roce 1871 jej vystřídal Fontes Pereira de Melo a Ávila sám převzal od vévody z Loulé předsednictví druhé parlamentní komory. Od roku 1877 do roku 1878, když Fontes musel kvůli velké nespokojenosti veřejnosti odstoupit, převzal de Ávila znovu vládu, kterou v roce 1878 opět předal Fontesovi. Ve stejném roce byl povýšen na vévodu z Ávila a Bolama.